# Metalectra schizospila
Metalectra schizospila är en fjärilsart som beskrevs av Walker 1865. Metalectra schizospila ingår i släktet Metalectra och familjen nattflyn. Inga underarter finns listade i Catalogue of Life.